# Milesia paucipunctata
Milesia paucipunctata är en tvåvingeart som beskrevs av Yang och Cheng 1993. Milesia paucipunctata ingår i släktet Milesia och familjen blomflugor. Inga underarter finns listade i Catalogue of Life.